# Charlotte Valandrey

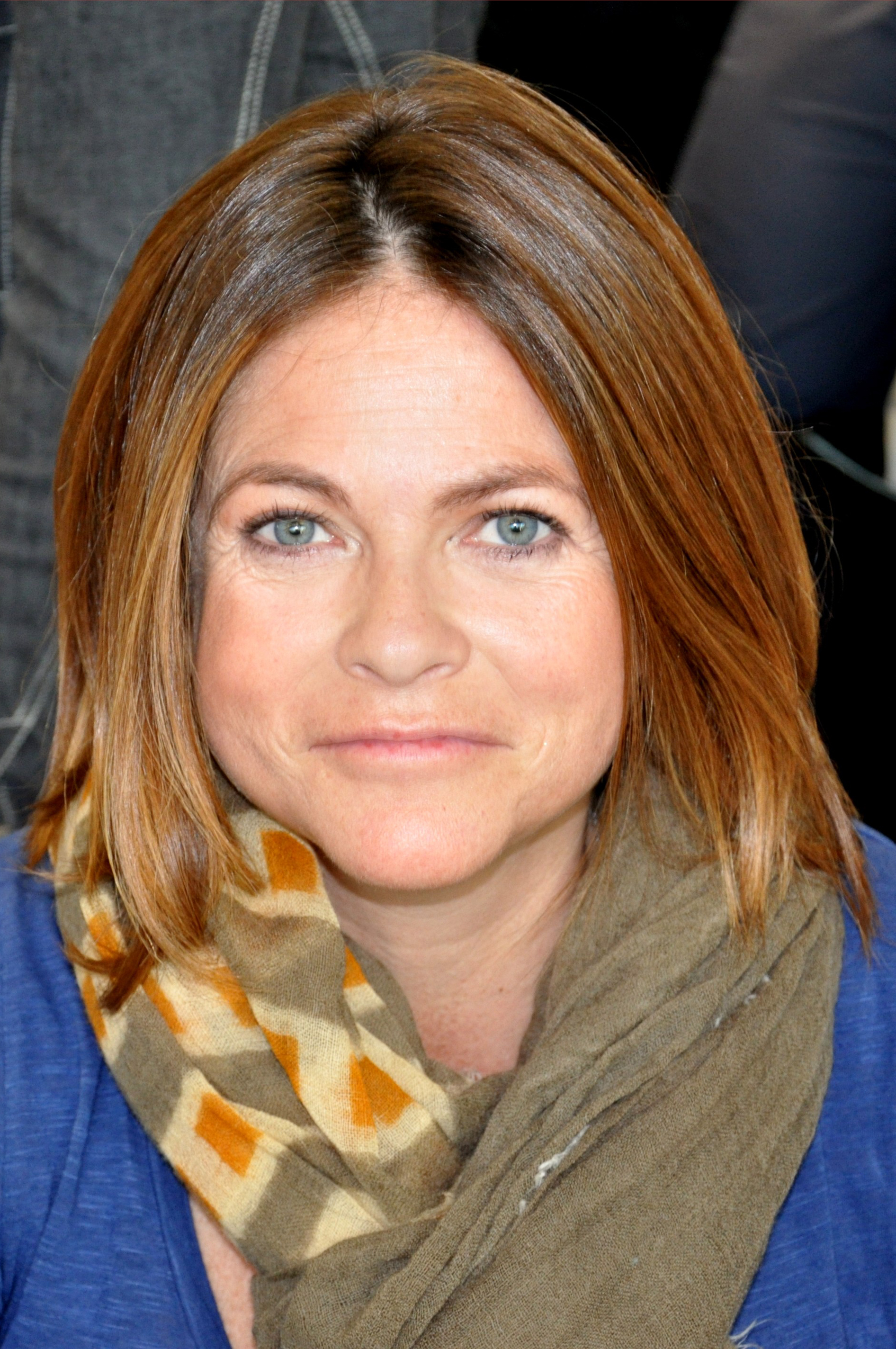
Charlotte Valandrey (2012)

Charlotte Valandrey (* 29. November 1968 in Paris; eigentlich Anne-Charlotte Pascal; † 13. Juli 2022 ebenda) war eine französische Schauspielerin und Autorin. Zuletzt trat sie vor allem durch ihre Autobiografien und ihre Herzkrankheit ins Licht der Öffentlichkeit.

## Leben
Charlotte Valandrey zog im Alter von sechs Jahren mit ihrer Familie nach Pléneuf-Val-André in die nördliche Bretagne und wuchs dort auf. Ihr Künstlername Valandrey ist eine Anspielung auf diesen Ort.
Ihr schauspielerisches Talent wurde schon 1986 honoriert: Für ihre Rolle als „Nadja“ in Véra Belmonts politischem Drama Rote Küsse wurde Valandrey unter anderem für den César in Cannes nominiert und gewann den Silbernen Bären auf der Berlinale.
Im Jahr 1987 im Alter von 18 Jahren wurde sie HIV-positiv getestet. Aus diesem Grund lehnte man sie kurze Zeit später für die Hauptrolle in Weiße Hochzeit (unter der Regie von Jean-Claude Brisseau) ab; die Rolle wurde daraufhin von Vanessa Paradis gespielt. Von 1991 bis 2000 war Valandrey in der in Frankreich beliebten TV-Serie Les Cordier, juge et flic zu sehen.
Ihre Tochter Tara kam 2001 zur Welt; sie wurde HIV-negativ getestet. Die aufgrund ihrer lebensnotwendigen Medikamente an einem schwachen Herz leidende Schauspielerin unterzog sich 2003 nach zwei Herzinfarkten einer Herztransplantation. Sie war die erste HIV-positive Patientin in Frankreich, bei der dieser Eingriff durchgeführt wurde. Zwei Jahre später veröffentlichte sie ihre Autobiografie L’Amour dans le sang, in der sie mit ihrer Krankheit zum ersten Mal an die Öffentlichkeit ging. Das Buch wurde zum Bestseller und rückte Charlotte Valandrey nach langer Zeit wieder in den Blick der Medien. 2007 wurde das Buch mit ihr in der Hauptrolle verfilmt, die Erstausstrahlung erfolgte 2008 auf France 3.
Ihre 2011 veröffentlichte zweite Autobiografie wurde mit über 300.000 verkauften Exemplaren ein noch größerer Erfolg als die erste. Mein fremdes Herz hielt sich wochenlang auf Platz 1 der französischen Bestsellerliste und wurde seitdem in zehn Sprachen übersetzt. Valandrey schildert darin ihre Liebesgeschichte mit dem Mann, der einst mit der Frau liiert war, deren Herz ihr durch die Herztransplantation gegeben worden war.
Im Juni 2022 gab Valandrey auf ihrem Instagram-Kanal bekannt, dass sie auf eine erneute Herztransplantation warte. Nach einer Notoperation wurde das neue Herz nicht angenommen, woraufhin sie in ein künstliches Koma versetzt wurde. Valandrey starb kurze Zeit später im Alter von 53 Jahren.

## Filmografie (Auswahl)

### Kinofilme
- 1985: Rote Küsse (Rouge Baiser)
- 1986: Taxi Boy
- 1987: Les Fous de Bassan
- 1987: Zwei halbe Helden (Fucking Fernand)
- 1991: Toujours seuls
- 1992: Orlando
- 2009: Alles über Schauspielerinnen (Le Bal des Actrices)

### Fernsehen
- 1987: Il Giudice istruttore
- 1987: Bonjour maître (mini) (Serie)
- 1988: Sueurs froides : La Panne de Michel Leroy
- 1988: Una casa a Roma
- 1991–2000: Les Cordier, juge et flic (Serie)
- 1991: Le gang des tractions (Serie)
- 1992: Ein korrupter Bulle (Un flic pourri)
- 1993: An der Seite von Antonin Artaud (En compagnie d’Antonin Artaud)
- 1993: L’éternel mari
- 1993: Albert Savarus
- 1993: Nestor Burmas Abenteuer in Paris (Nestor Burma; Fernsehserie, 1 Folge)
- 1995: Meurtre à l’étage
- 1995: The House That Mary Bought
- 1995: Babyfon – Mörder im Kinderzimmer
- 1995: Charlotte dite «Charlie»
- 1995: L’énigme d’un jour
- 1996: La rançon du chien
- 2002: Napoléon (Serie)
- 2004: Penn sardines
- 2004: Ausgerechnet Weihnachten (Tout va bien c’est Noël!)
- 2006: Jeanne Poisson, Marquise de Pompadour
- 2008: L’amour dans le sang
- 2017–2019: Demain nous appartient (Fernsehserie, 589 Folgen)

## Theater
- 1993: Roméo et Jeannette von Jean Anouilh, inszeniert von , Théâtre de l’Œuvre
- 1998: Les Mains sales von Jean-Paul Sartre, inszeniert von Jean-Pierre Dravel
- 2007: La Mémoire de l’eau von Shelagh Stephenson, inszeniert von Bernard Murat, Petit Théâtre de Paris
- 2009: Le siècle sera féminin ou ne sera pas, inszeniert von, Théâtre du Gymnase Marie Bell

## Bücher
- L’Amour dans le sang, Le Cherche midi (2005)
- Mein fremdes Herz. Piper, München 2012, ISBN 978-3-492-30088-9. (Original: De Cœur inconnu, Le Cherche midi (2011))